# Sfinkterotomia

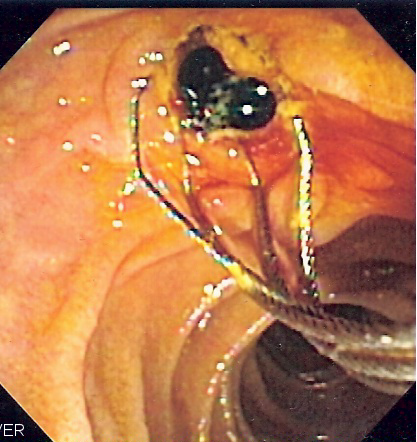
Widoczne kamienie żółciowe barwnikowe wydostające się z przewodu żółciowego wspólnego po uprzednim wykonaniu sfinkterotomii.

Sfinkterotomia - (łac. - sphincterotomia) – zabieg chirurgiczny polegający na przecięciu dowolnego zwieracza (łac. sphincter), czyli mięśnia o okrężnym przebiegu, przebiegającym dookoła danej części ciała.
W potocznym ujęciu, termin sfinkterotomia jest utożsamiany z zabiegiem przecięcia zwieracza Oddiego (papillotomia) znajdującego się w brodawce Vatera, celem leczenia kamicy dróg żółciowych. Z uwagi, że jest ona wykonywana najczęściej w trakcie endoskopowej cholangiopankreatografii wstecznej zabieg nosi wówczas nazwę endoskopowej sfinkterotomii, która skraca czas trwania objawów zapalenia dróg żółciowych ale nie zmniejsza częstości jej nawrotów.
Zabieg sfinkterotomii wykonuje się także w przypadku chorych z przeszkodą podpęcherzową w przebiegu dysfunkcji neurogennej pęcherza moczowego (przecina się wówczas zwieracz zewnętrzny i wewnętrzny cewki moczowej).